# Областно събрание на Източна Румелия
Областното събрание е представителен и законодателен орган на автономната област Източна Румелия, която след разпокъсването на Санстефанска България остава в Османската империя. Заседава в Пловдив от 22 октомври 1879 до 22 декември 1884 година.

## История
Сформира се непосредствено след изборите за първо Областно събрание проведени между 7-19 октомври 1879 г., на които за народни представители са избрани 31 българи и 5 души от други народности.

### Задачи и функции
Областното събрание разглежда и гласува предложени от генерал-губернатора (също наричан главен управител) или от народните представители законопроекти, които трябва да получат и одобрението на султана. Ако до едномесечен срок той не се произнесе по гласуваните предложения, те автоматично придобиват силата на законови актове. Законопроект, внесен от народните представители, трябва да бъде подкрепен поне от шестима от тях. Всеки законопроект може да бъде оттеглен от генерал-губернатора, ако вече не се е гласувало „върху целокупността му“.
То има контролни функции върху изпълнителната власт – приема бюджета на областта, контролира действията на директорите. Народните представители имат право да отправят питания и могат да предизвикат отстраняване на представители от изпълнителната власт. Събранието може да повдига обвинения за измяна или нарушаване на Органическия устав и срещу генерал-губернатора с необходимо квалифицирано мнозинство. Депутатите имат решаваща дума и за външните заеми.
Между отделните сесии на Областното събрание неговите функции се изпълняват от 10-членен постоянен комитет. В него влизат депутати, избирани по сложна процедура, целяща гарантирано избиране и на представители на други верски общности.

### Състав и структура
В Областното народно събрание заседават 56 народни представители. От тях 10 участват по право – мюфтията, главният равин, религиозните водачи на петте християнски общности, главният контрольор на финансите, председателят на Върховния съд и председателят на Върховното съдилище за административни разпри. Още 10 народни представители се назначават от генерал-губернатора. Те се избират между стоте най-лични „земевладелци, търговци и промишленици, измежду чиновниците в Гражданското управление и съдиите“ и гражданите с университетски дипломи, които вършат някое свободно занятие и имат диплома за доктор или адвокат.
Останалите 36 народни представители се избират с пряко и тайно гласуване от населението на областта. На всеки две години половината от депутатите се сменят с нови.

## Сесии
Според член 86 от Органическия устав Областното събрание „по право се събира в Пловдив на обикновена сесия, всяка година, вторий понеделник на месец октомврий по Юлианский календар“. Обикновената сесия трае най-много два месеца. Освен това главният управител може да свика събранието на извънредна сесия, който да реши конкретен въпрос.
Право да разтурва Областното събрание има султанът, по предложение на главния управител, след което в рамките на 40 дни се свикват избори, на които се подновява целият състав на камарата.

### Извънредни
- I извънредна сесия – 10 март 1880 – 5 април 1880

### Редовни
- I редовна сесия – 22 октомври – 22 декември 1879
- II редовна сесия – 13 октомври 1880 – 13 декември 1880
- III редовна сесия – 11 октомври 1881 – 12 декември 1881
- IV редовна сесия – 11 октомври 1882 – 11 декември 1882
- V редовна сесия – 10 октомври 1883 – 10 декември 1883
- VI редовна сесия – 22 октомври 1884 – 22 декември 1884

## Бюро
Областното събрание се ръководи от председател. Помагат му подпредседатели.

### Председатели
- Иван Евстратиев Гешов (22 октомври 1879 – 11 декември 1880)
- Георги Груев (11 октомври 1881 – 11 декември 1882)
- Георги Странски (10 октомври 1883 – 11 декември 1883)
- Георги Хаканов (22 октомври 1884 – 22 декември 1884)

### Почетен председател
- епископ Франческо Рейнауди - депутат „по право“ в Областното събрание, е бил избиран на три пъти за почетен председател при започване работата на ново събрание.[2].

## Законопроекти
- Закон за заплатите на чиновниците – I редовна сесия, 1879 г.
- Закон за владалата (недвижимата собственост) – I редовна сесия, 1879 г.
- Закон за данъка върху прихода – I редовна сесия, 1879 г.
- Закон за поземлен данък върху недвижимите имоти, които не служат за земеделие – I редовна сесия, 1879 г.
- Закон за санитарното управление – II редовна сесия, 1880 г.
- Закон за серчим (данък въху свинете) – II редовна сесия, 1880 г.
- Закон за мерките и теглилките – II редовна сесия, 1880 г.
- Закон за градската полиция – II редовна сесия, 1880 г.
- Закон за селскостопанските-земеделчески училища – II редовна сесия, 1880 г.
- Закон за владалата – II редовна сесия, 1880 г.
- Закон за селската полиция – II редовна сесия, 1880 г.
- Закон за носене на оръжие – II редовна сесия, 1880 г.
- Закон за свободата на печата – II редовна сесия, 1880 г.
- Закон за народното образование – II редовна сесия, 1880 г.
- Закон за пособията – II редовна сесия, 1880 г.
- Закон за житната мера – II редовна сесия, 1880 г.
- Закон за отчуждение на притежанията – II редовна сесия, 1880 г.
- Закон за данъка върху прихода – II редовна сесия, 1880 г.
- Закон за данъците върху недвижимостта и приходите – II редовна сесия, 1880 г.
- Закон за съдебните комисари – II редовна сесия, 1880 г.
- Закон за програмата на първоначалните училища – III редовна сесия, 1881 г.
- Закон за печата – III редовна сесия, 1881 г.
- Закон за общинските даждия – III редовна сесия, 1881 г.
- Закон за преобръщане в свободна собственост на вакъфските имоти – III редовна сесия, 1881 г.
- Закон за областните реални гимназии – III редовна сесия, 1881 г.
- Закон за уредбата и управлението на земеделските каси в Източна Румелия – III редовна сесия, 1881 г.
- Закон за военните пенсии в Източна Румелия – III редовна сесия, 1881 г.
- Закон за Румелийското туземство (население) – III редовна сесия, 1881 г.
- Закон за помощи на недъгави или престарели преподаватели – III редовна сесия, 1881 г.
- Закон за заплатите по гражданското ведомство – IV редовна сесия, 1882 г.
- Закон за средните училища – IV редовна сесия, 1882 г.
- Закон за съдебните комисари – IV редовна сесия, 1882 г.
- Закон за правото за продажба на добитък – интизап – IV редовна сесия, 1882 г.
- Закон за непълнолетните и запретените – V редовна сесия, 1883 г.
- Закон за налога на номадските племена в Източна Румелия – V редовна сесия, 1883 г.

## Сгради на Областното събрание
След Освобождението, сградата на „Хюнкяр хамам“ - втората по големина обществена баня в Пловдив - била дадена за нуждите на Областното събрание. Пиетро Монтани - първият главен архитект на Източна Румелия - ръководи цялостното ѝ преустройство и проектира украсата ѝ. В централното помещение на банята имало места за 56 народни представители, специални трибуни за министрите (т.е. директорите), за дипломатите. Имало е балкон за 150 души зрители. Върху купола били изрисувани 4 фигури – Правосъдието, Мирът, Силата и Законът. След Съединението сградата се използва за архивите на съда. Постройката пострадала сериозно от Чирпанското земетресение и през 1930 г. е разрушена.
По проект на архитект Пиетро Монтани започва стоежа на нова сграда за Областното събрание; поради завършването ѝ след Съединението, сградата никога не е била използвана по предназначението си; през 1886 г. там са настанени Пловдивската народна библиотека и музей (днес там е Регионален исторически музей – Съединение).